# Марте Ольсбу-Рейселанн
Марте Ольсбу-Ройселанд (норв. Marte Olsbu Røiseland; нар. 7 грудня 1990, Арендал) — норвезька біатлоністка, триразова олімпійська чемпіонка та медалістка, одинадцятиразова чемпіонка світу, призерка чемпіонатів світу, переможниця етапів кубка світу. 
Бронзову медаль чемпіонату світу Марте виборола в Осло на чемпіонаті світу 2016 в складі норвезької команди в змішаній естафеті. Чемпіонкою світу вона стала в жіночій естафеті на тому ж змаганні.
Срібну олімпійську медаль Ольсбу-Ройселанд виборола в спринті та в змішаній естафеті на Олімпіаді 2018 року в Пхьончхані.
Три золота Ройселанд виграла на чемпіонаті світу 2019 року в Швеції. Вона стала першою разом з командою у змішаній естафеті, одиночній змішаній естафеті та в жіночій естафеті.  
На чемпіонаті світу 2020 року в італійському Антгольці Марте Ольсбю-Ройселанд виборола медалі у кожній гонці. Золото у змішаній естафеті, спринті, одиночній змішаній естафеті, жіночій естафеті та масстарті. Дві бронзи Марте здобула у гонці переслідування та в індивідуальній гонці.

## Виступи на Олімпійських іграх
| Рік  | Місце проведення          | Інд | Спр | Пр | МС | Ест | ЗМ |
| 2018 | Пхьончхан, Південна Корея | 71  | 2   | 4  | 8  | 4   | 2  |
| 2022 | Пекін, Китай              | 3   | 1   | 1  | 3  | 4   | 1  |

## Виступи на чемпіонатах світу
| Рік  | Місце проведення        | Інд | Спр | Пр | МС | Ест | ЗМ | ОЗМ |
| 2015 | Контіолагті, Фінляндія  | —   | 31  | 42 | —  | 5   | —  | Н/Д |
| 2016 | Гольменколлен, Норвегія | 42  | 11  | 16 | 7  | 1   | 3  | Н/Д |
| 2017 | Гохфільцен, Австрія     | 58  | 54  | 16 | 29 | 11  | 8  | Н/Д |
| 2019 | Естерсунд, Швеція       | 23  | 25  | 4  | 7  | 1   | 1  | 1   |
| 2020 | Антерсельва, Італія     | 3   | 1   | 3  | 1  | 1   | 1  | 1   |
| 2021 | Поклюка, Словенія       | 20  | 6   | 9  | 4  | 1   | 1  | —   |

## Виступи в Кубку світу

### Подіуми на етапах кубків світу
| Сезон     | Місце проведення | Змагання | Результат |
| --------- | ---------------- | -------- | --------- |
| ...       |                  |          |           |
| 2021—2022 | Естерсунд        | Спринт   | 3         |
| 2021—2022 | Естерсунд-2      | Персьют  | 1         |

### Сезон 2021/2022
| Етап    | Місце             | Дата            | Інд. гонки                   | Спринт                       | Персьют                      | Масстарт                     | Естафети                     | Змішані естафети             | Одиночні змішані             |
| ------- | ----------------- | --------------- | ---------------------------- | ---------------------------- | ---------------------------- | ---------------------------- | ---------------------------- | ---------------------------- | ---------------------------- |
| 1       | Естерсунд         | 27–28 листопада | 10                           | 3                            |                              |                              |                              |                              |                              |
| 2       | Естерсунд         | 2–5 грудня      |                              | 12                           | 1                            |                              | 4                            |                              |                              |
| 3       | Гохфільцен        | 10–12 грудня    |                              | ●                            | ●                            |                              | ●                            |                              |                              |
| 4       | Ансі              | 16–19 грудня    |                              | ●                            | ●                            | ●                            |                              |                              |                              |
| 5       | Обергоф           | 7–9 січня       |                              | ●                            | ●                            |                              |                              | ●                            | ●                            |
| 6       | Рупольдінг        | 12–16 січня     |                              | ●                            | ●                            |                              | ●                            |                              |                              |
| 7       | Разун-Антерсельва | 20–23 січня     | ●                            |                              |                              | ●                            | ●                            |                              |                              |
| ОІ      | Пекін             | 5–20 лютого     | Зимові Олімпійські ігри 2022 | Зимові Олімпійські ігри 2022 | Зимові Олімпійські ігри 2022 | Зимові Олімпійські ігри 2022 | Зимові Олімпійські ігри 2022 | Зимові Олімпійські ігри 2022 | Зимові Олімпійські ігри 2022 |
| 8       | Контіолахті       | 3–6 березня     |                              | ●                            | ●                            |                              | ●                            |                              |                              |
| 9       | Отепяе            | 10–13 березня   |                              | ●                            |                              | ●                            |                              | ●                            | ●                            |
| 10      | Гольменколлен     | 17–20 березня   |                              | ●                            | ●                            | ●                            |                              |                              |                              |
| Усього: |                   |                 |                              |                              |                              |                              |                              |                              |                              |